# Diphlebia lestoides
Diphlebia lestoides är en trollsländeart. Diphlebia lestoides ingår i släktet Diphlebia och familjen Lestoideidae. IUCN kategoriserar arten globalt som livskraftig.

## Underarter
Arten delas in i följande underarter:
- D. l. lestoides
- D. l. tillyardi

## Bildgalleri

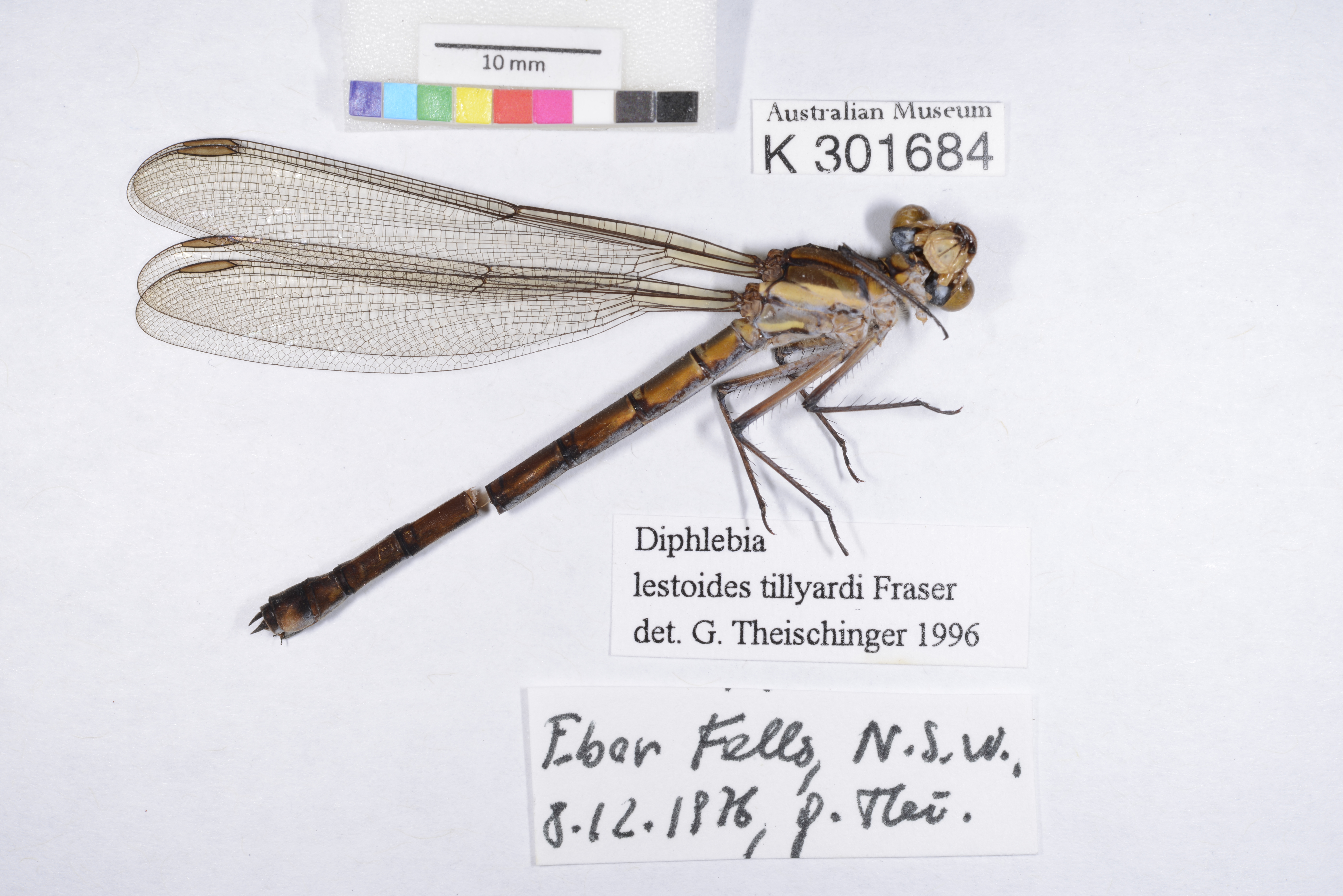